# سباستین موران
 سرهنگ سباستین موران شخصیتی در داستان هایی است که توسط سر آرتور کانن دویل نوشته شده است. او دشمن شرلوک هولمز است ، او برای اولین بار در داستان کوتاه " ماجرای خانه خالی " ظاهر می شود. هولمز یک بار او را " دومین مرد خطرناک در لندن" توصیف کرد، خطرناک ترین کارفرمای پروفسور موریارتی ، موران است.